# 9413 Eichendorff
A 9413 Eichendorff (ideiglenes jelöléssel 1995 SQ54) a Naprendszer kisbolygóövében található aszteroida. Freimut Börngen fedezte fel 1995. szeptember 21-én.